# Бой на станции Лужаны
Бой на станции Лужаны (также Бой за станцию Лужаны, Лужанский бой, бой в Лужанах) — боестолкновение, произошедшее 13 ноября 1918 на станции Лужаны между украинскими военными добровольческими подразделениями Буковины и передовыми частями 8-й румынской дивизии генерала Я. Задика.

## Участники боя
С украинской стороны в сражении с румынскими войсками участвовало около 35 стрелков и старшин, направленных из Кицманя; затем к ним присоединились добровольцы из Шипинцев.
По воспоминаниям участников тех событий, в бою с украинской стороны участвовали следующие буковинцы: четар Кавуля, хорунжий Медведь, Василий Угринчук, старший сержант Гроссман, Емельян Кантемир; подкрепление из Шипинцев: Василий Мегера, Тодор Грекул, Иван Луцяк, Петр Котырло, Григорий Илюк, Денис Царик.
Также есть ряд неустановленных лиц, фигурирующих в воспоминаниях: хорунжий Д., десятник Б., стрелок Л., стрелок Г., стрелок К.